# Mariano Fernández Berbiela
Mariano Fernández Berbiela (Barcelona, 1860 - Ciudad de México, 1962) fue un militar y profesor de árabe español.

## Biografía
Mariano Fernández Berbiela comenzó su carrera militar en 1895, cuando aprobó el examen de ingreso a la Academia de Infantería de Toledo. Dos años después, fue destinado a Filipinas para combatir contra la Revolución Filipina. En 1903 entró en la milicia voluntaria de Ceuta. Allí aprendió aprendió la lengua árabe y se casó con África Gavarrón Muñoz en 1906. En 1910 pasó a formar parte del profesorado de la Academia de Ceuta. 
Entre 1911 y 1913 publicó Ensayo de Gramática de Árabe vulgar con aplicación al dialecto marroquí, que se convirtió en texto provisional de enseñanza de árabe para las academias militares españolas. A principios de 1920 ocupó el cargo de profesor en la Academia de árabe de Alcazarquivir y, a finales de ese mismo año, profesor de árabe en la Academia de Ceuta.
Militó en el Partido Comunista de España y durante la guerra civil española se mantuvo leal a la Segunda República Española y combatió en el bando republicano como jefe del Estado mayor del XI Cuerpo del Ejército, jefe de Primera Sección del Ejército del Este e inspector general de instrucciones. Terminada la guerra, primero fue internado en el campo de concentración de Saint Cyprien y después emprendió su viaje de exilio a México con su mujer y sus hijos en el buque Sinaia. En junio de 1939 llegó con ellos a Veracruz y se asentó en Ciudad de México, donde falleció en 1962.

## Obra
- Ensayo de gramática de árabe vulgar con aplicación al dialecto marroquí. Ceuta: Max L. Tornow y Cia (¿1911-1914?).[8] Si bien no está clara la fecha de publicación, en un artículo de El Mundo militar, publicado el 10 de abril de 1914, señala que su gramática del árabe se había publicado recientemente.[9]

## Premios y reconocimientos
- Cruz de primera clase del Mérito militar, con distintivo blanco.[10]